# Dąbrówka (gmina Paradyż)
Dąbrówka – wieś w Polsce położona w województwie łódzkim, w powiecie opoczyńskim, w gminie Paradyż. Obecnie nie ma jej w ewidencji. Po II wojnie światowej przyłączona do Paradyża.
W latach 1975–1998 miejscowość należała administracyjnie do województwa piotrkowskiego.
Wierni Kościoła rzymskokatolickiego należą do parafii  Przemienienia Pańskiego w Wielkiej Woli.